# Завод азотних добрив у Бабралі
Завод азотних добрив у Бабрала – підприємство індійської хімічної промисловості, яке знаходиться у штаті Уттар-Прадеш та належить Indian Farmers Fertiliser Cooperative Limited (IFFCO).
Завод, який став до ладу в 1994 році, здатний випускати 2 тисячі тон аміаку та 3500 тон сечовини на добу. Річна потужність по цим продуктам рахується на рівні 0,7 млн тон та 1,2 млн тон відповідно. Фактичне виробництво може перевищувати цей показник, наприклад, у 2017/2018 бюджетному році підприємство випустило 1248 тисяч тон сечовини. 
Як сировину для виробництва аміаку використовують природний газ, що надходить по трубопроводу Аурая – Дадрі. 
Для забезпечення енергетичних потреб підприємство має дві газові турбіни виробництва Thomassen International типу PG5371PA потужністю по 19,5 МВт (генератори постачила компанія ABB). Відпрацьовані ними гази живлять два котла-утилізатора від Larsen & Toubro продуктивністю по 99 тон пари на годину. Крім того, існує паровий котел виробництва Thermax Babcock & Wilcox продуктивністю 110 тон пари на годину та котли-утилізатори, що використовують тепло лінії аміаку.
До 2018 року завод належав Tata Chemicals Limited, після чого був проданий норвезькій компанії Yara.